# Coryneum disciforme
Coryneum disciforme är en svampart som beskrevs av Nees 1817. Coryneum disciforme ingår i släktet Coryneum och familjen Pseudovalsaceae.   Inga underarter finns listade i Catalogue of Life.